# ارنست کاسیرر
اِرْنْسْت کاسیرِر (به آلمانی: Ernst Cassirer) (زادهٔ ۲۸ ژوئیهٔ ۱۸۷۴  — درگذشتهٔ ۱۳ آوریل ۱۹۴۵ )
فیلسوف نوکانتی آلمانی و تاریخ‌نگار فلسفهٔ غرب بود. او از شاگردان گئورگ زیمل و هرمان کوهن و استاد فیلسوفانی چون لئو اشتراوس و هانری کربن بود.

## زندگی
کاسیرر - چهارمین فرزندِ یک بازرگانِ یهودی - در ۲۸ ژوئیهٔ ۱۸۷۴ در بریسلاو آلمان متولد شد. سالِ ۱۸۹۲، هنگامی که ۱۸ سال داشت، وارد دانشگاهِ برلین شد. در آنجا به درخواست پدر به تحصیل حقوق پرداخت ولی پس از چندی آن را رها کرد و فلسفه و ادبیات آلمانی خواند. وی سال ۱۸۹۴ در کلاس درس گئورگ زیمل حاضر شد، جایی که او با نوشتارهای کوهن دربارهٔ کانت آشنا شد. ازآن پس به دانشگاه لایپزیگ و سپس هایدلبرگ رفت، ولی دوباره به دانشگاه برلین بازگشت.
کاسیرر زان پس به دانشگاهِ ماربورگ رفت - جایی که بلندآوازه‌ترین نوکانتی یهودی قرن نوزدهم - تدریس می‌کرد و از ۱۸۹۶ تا ۱۸۹۹ زیر نظر کوهن به تکمیل رسالهٔ دکترای خود دربارهٔ تحلیل دکارت از دانش علمی ریاضی و طبیعی پرداخت. این کار به‌عنوان مقدمهٔ اولین اثر کاسیرر تحت عنوان نظام فلسفی لایبنیتس در ۱۹۰۲ به چاپ رسید. کاسیرر با این اثر توانست جایزهٔ دومین اثر برجسته دربارهٔ لایبنیتس را از آکادمی علوم برلین دریافت کند. کسی شایستگی دریافت جایزهٔ اول را نیافت.
وی در ۱۹۰۳ به برلین بازگشت و نگارش اثری را با عنوان مسئلهٔ شناخت در فلسفه و علم از زمان رنسانس را آغاز کرد. این اثر بزرگ در چهار جلد به‌ترتیب در ۱۹۰۶، ۱۹۰۷، ۱۹۲۰ و آخرین جلد آن هم پس از مرگ کاسیرر در ۱۹۵۶ به چاپ رسید.
کاسیرر نخستین اثر خود در فلسفهٔ نظری را در ۱۹۱۰ تحت عنوان مفهوم جوهر و مفهوم کارکرد منتشر کرد. اثری که چهار سال بعد او را شایستهٔ دریافت جایزهٔ کونوفیشتر آکادمی هایدلبرگ کرد. وی به‌جای مدال طلا، درخواست مدال برنز کرد و تفاوت ۳۰۰۰ مارکی بهای آن را به صلیب سرخ اهدا کرد. در ۱۹۱۶ کتابی به نام آزادی و فرم دربارهٔ تاریخ علوم عقلی آلمان منتشر کرد.
وی در ۱۹۲۳ نخستین جلد کتاب فلسفهٔ صورت‌های سمبلیک: زبان را منتشر کرد. جلد دوم این اثر را با نام اندیشهٔ اسطوره‌ای در ۱۹۲۵ و آخرین جلد آن را نیز با عنوان پدیدارشناسی شناخت در ۱۹۲۹ به چاپ رساند.
کاسیرر در ۱۹۳۰ به ریاست دانشگاه هامبورگ رسید. او در سال ۱۹۳۲ چهار کتاب به نام‌های رنسانس افلاطونی در انگلستان و مکتب کمبریج، فلسفه روشن‌اندیشی، گوته و تاریخ جهان و مسئلهٔ ژان ژاک روسو را منتشر کرد.
پس از ظهور هیتلر وی همانند بسیاری از دیگر یهودی‌های آلمان مجبور به ترک این کشور شد. او از ۱۹۳۳ تا ۱۹۳۵ در دانشگاه آکسفورد به تدریس پرداخت. پس از آن به دعوت دانشگاه گوتبورگ (تلفظ سوئدی: یوته‌بوری) در سوئد به آنجا رفت و مدت شش سال در آنجا اقامت گزید. در این مدت وی پنج کتاب دیگر تألیف کرد که قطعیت و عدم قطعیت در فیزیک مدرن از آن جمله است. او در تابستان ۱۹۴۱ به‌عنوان استاد میهمان به دانشگاه ییل آمریکا رفت. در ۱۹۴۳ به دعوت دانشگاه کلمبیا به نیویورک رفت و در ۱۳ آوریل ۱۹۴۵ هنگامی که در سن هفتاد و یک سالگی قصد پاسخ به سؤال یکی از دانشجویان را داشت، در محوطهٔ دانشگاه کلمبیا درگذشت.
کاسیرر به زبان‌های انگلیسی، فرانسوی، یونانی، ایتالیایی، لاتین و در اواخر عمر نیز سوئدی تسلط داشت.

## کتاب "اسطوره‌ی دولت"
آخرین اثر کاسیرر، اسطوره دولت (۱۹۴۶)، پس از مرگِ وی منتشر شد. این کتاب که به زبان انگلیسی نگاشته شده از یک دیدگاه، تلاشی برای درک خاستگاه فکری آلمان نازی است. کاسیرر آلمان نازی را جامعه‌ای می‌داند که در آن قدرت خطرناک اسطوره توسط نیروهای برتر کنترل یا تسخیر نمی‌شود، بلکه از آن بهره‌گیری می‌شود. این کتاب در مورد تقابل لوگوس (خِرَد) و میتوس (اسطوره) در اندیشه‌ی یونانی، جمهوری افلاطون، نظریه‌ی قرون وسطایی دولت، اندیشه‌ی ماکیاولی، نوشته‌های توماس کارلایل درباره‌ی پرستش قهرمان، نظریه‌های نژادی آرتور دو گوبینو و هگل بحث می‌کند. کاسیرر مدعی می‌شود که در سیاست قرن بیستم، با رضایت منفعلانه مارتین هایدگر، بازگشتی به غیرعقلانی بودن اسطوره و به ویژه به این باور وجود دارد که چیزی به نام "سرنوشت" وجود دارد. در مورد این رضایت منفعلانه، کاسیرر می‌گوید که هایدگر با خروج از اعتقاد هوسرل به یک مبنای عینی و منطقی برای فلسفه، توانایی فلسفه را برای مخالفت با باززایی زندگی اسطوره در سیاست آلمان در دهه ۱۹۳۰ کاهش داد.